# Andreas Stauff

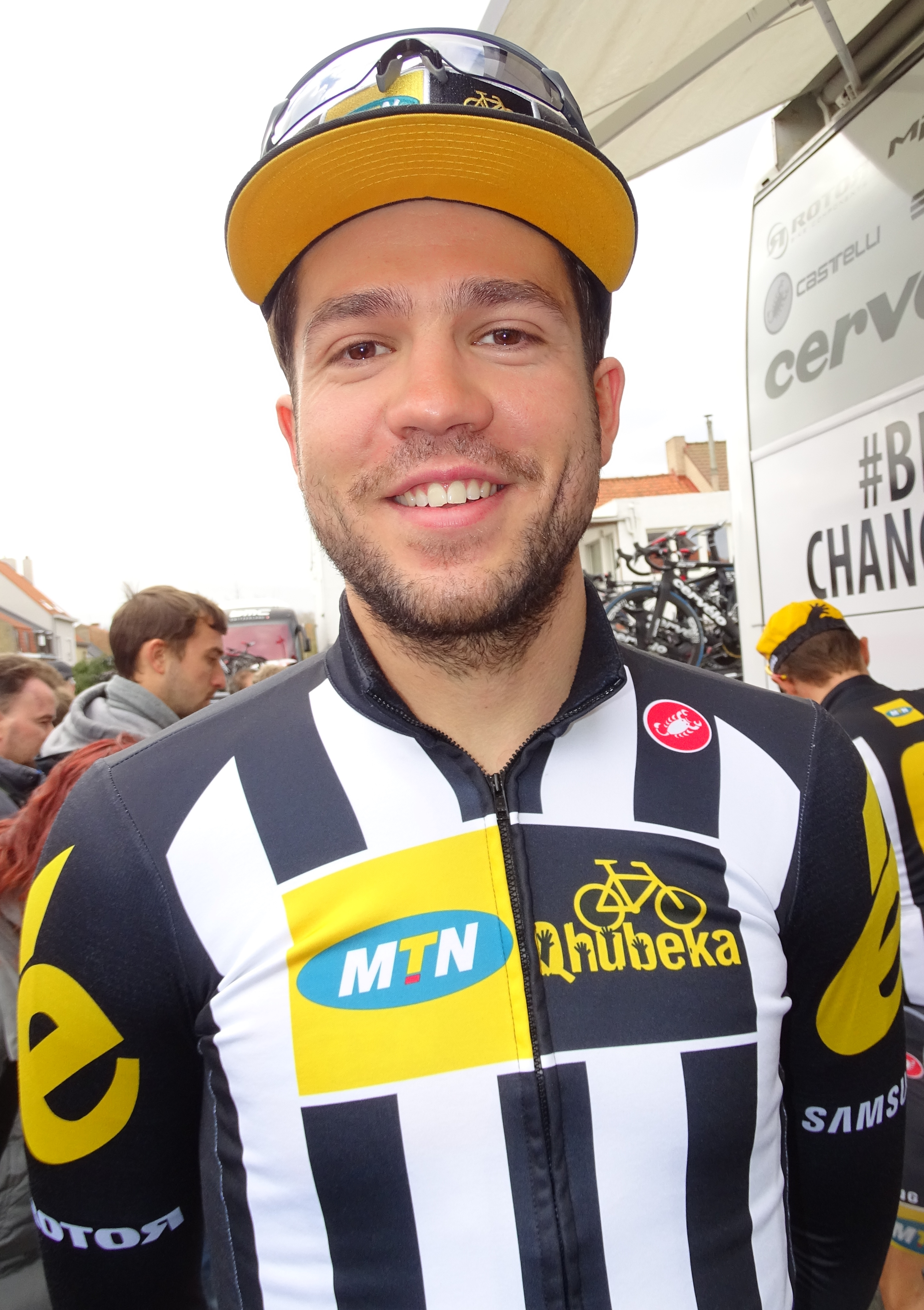
Andreas Stauff (2015)

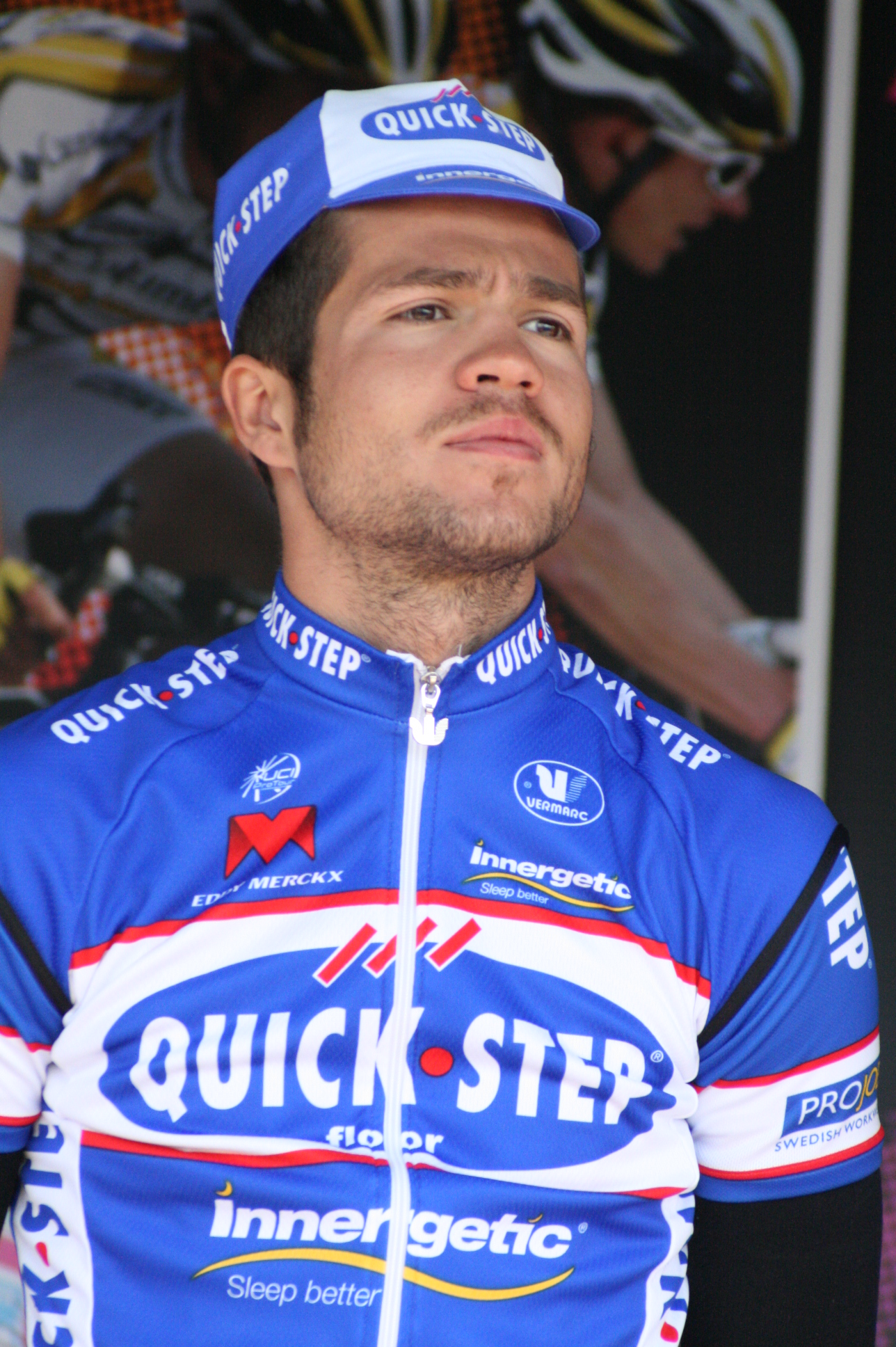
Andreas Stauff bei den Vier Tagen von Dünkirchen 2010

Andreas Stauff (* 22. Januar 1987 in Frechen) ist ein ehemaliger deutscher Radrennfahrer und späterer Sportlicher Leiter.

## Werdegang
Stauff fuhr 2006 als Stagiaire bei dem deutschen Professional Continental Team Wiesenhof-Akud. Im nächsten Jahr kam er beim Continental Team Akud Rose unter. In der Saison 2008 wechselte Stauff zum Continental Team Milram, für das er eine Etappe  der Brandenburg-Rundfahrt gewann. Zu Beginn der Saison 2009 fuhr er für den FC Rheinland-Pfalz/Saar Mainz, bis dieser im März seine Continental-Lizenz aus finanziellen Gründen abgeben musste. Den Rest der Saison fuhr Stauff für das Team Kuota-Indeland. Bei der Thüringen-Rundfahrt konnte er zwei und bei der Tour de l’Avenir eine Etappe für sich entscheiden.
In den Saisons 2010 und 2011 fuhr Stauff für das belgische ProTeam Quick-Step und bestritt in dieser Zeit mit der Vuelta a España 2010 seine einzige Grand Tour, die er als 145. beendete. Nach einer Saison für das UCI Continental Team Eddy-Merckx-Indeland erhielt von 2013  einen Vertrag bei MTN-Qhubeka. Sein bestes Ergebnis für diese Mannschaft, bevor er nach Ablauf der Saison 2015 seine Karriere als Aktiver beendete, war Platz 5 in der Gesamtwertung des World Ports Classic 2014.
Seit 2020 unterstützt er Team Lotto–Kern Haus als Performance Direktor. Außerdem ist er einer der Autoren des Podcasts Besenwagen.

## Familie
Andreas Stauff ist der Sohn von den beiden ehemaligen Radrennfahrern Werner und Beate Stauff.

## Erfolge
2009
- zwei Etappen Thüringen-Rundfahrt
- eine Etappe und Punktewertung Tour de l’Avenir

## Teams
- 2006 Wiesenhof-Akud (Stagiaire)
- 2007 Akud Rose
- 2008 Continental Team Milram
- 2009 FC Rheinland-Pfalz/Saar Mainz (bis 24. März) / Team Kuota-Indeland (ab 25. März)
- 2010–2011 Quick Step
- 2012 Team Eddy Merckx-Indeland
- 2013–2015 MTN-Qhubeka